# Современная гуманитарная академия
Совреме́нная гуманита́рная акаде́мия (полное название — частное образовательное учреждение высшего образования «Современная гуманитарная академия», ЧОУ ВО «СГА») — российское высшее учебное заведение. Основана в 1992 году.
Действие лицензии СГА на осуществление образовательной деятельности прекращено в соответствии с приказом Рособрнадзора от 28.04.2017 № 693.
Срок действия свидетельства о государственной аккредитации СГА истёк 26 апреля 2015 года. На 4 января 2021 года новое свидетельство о государственной аккредитации не получено.

## История
Президент СГА — доктор технических наук, профессор Михаил Петрович Карпенко. Ректор СГА — кандидат исторических наук, профессор Тараканов Валерий Павлович. Проректором СГА одно время был поэт Руслан Абуевич Ахтаханов.
C 1998 года сотрудником СГА является известный путешественник Ф. Ф. Конюхов, который заведует лабораторией дистанционного обучения в экстремальных условиях.
28 июня 2010 года СГА и Microsoft подписали соглашение о создании Академического альянса «СГА — Microsoft IT Academy», согласно которому на базе 142 филиалов СГА в России будут созданы центры подготовки IT-специалистов.
В январе 2014 года Карпенко в интервью Новой газете сообщил, что в СГА работает научный институт когнитивной нейрологии и кафедры, где разрабатывается «наука об образовании» — эдукология. Один из их продуктов — РОВЕБ, роботизированная веб-технология — содержит сотни интеллектуальных роботов, обучающих, тренинговых и контролирующих программ.
В июле 2014 года стало известно, что Рособрнадзор запретил приём студентов в СГА из-за несвоевременно устранённых нарушений, выявленных в рамках внеплановой проверки ведомства.
26 апреля 2015 года в СГА закончился срок государственной аккредитации, выданной ей на 5 лет, 27 апреля 2015 года СГА подала заявление на государственную аккредитацию в Рособрнадзор.
10 июня 2015 года руководство СГА вторично отозвало своё заявление о проведении аттестационной экспертизы для аккредитации образовательных программ. Первый отзыв заявления произошёл в феврале 2015 года, поэтому 26 апреля 2015 года закончилась государственная аккредитация образовательных программ, реализуемых СГА.
24 августа 2016 года Рособнадзор восстановил у СГА лицензию на право осуществлять образовательную деятельность.
28 апреля 2017 года Рособрнадзор лишил лицензии СГА.

## Филиалы СГА
27 февраля 2014 года Рособрнадзор опубликовал официальный список 126 образовательных учреждений, у которых были отозваны лицензии за последние 6 месяцев. В их числе 53 филиала Современной гуманитарной академии.
В то же время, 27 ноября 2013 года пресс-служба СГА сообщила радиостанции «Эхо Москвы» о том, что Рособрнадзор не закрыл её филиалы. СГА лишь отказалась от приложений к лицензиям своих филиалов, поскольку после вступления в силу нового федерального закона «Об образовании в Российской Федерации» были изменения в программах дистанционного обучения.
На 1 июля 2019 года у СГА, согласно официальному сайту, 10 филиалов. Однако вести образовательную деятельность, как и головной вуз, они не могут в связи с полным отзывом лицензии на образовательную деятельность.

## Критика
Согласно передаче «Специальный корреспондент» на канале Россия-1, несмотря на привлекательную рекламную информацию, качество дистанционного обучения вызывает сомнения в эффективности, поскольку вместо лекций проводятся видеотрансляции, а вместо привычных зачётов и экзаменов студенты сдают компьютерные тесты. При опросе выпускников по юридической специальности один студент не смог ответить на вопрос о том, сколько статей содержится в действующей Конституции Российской Федерации, а одна выпускница затруднилась ответить на вопрос о содержании первой статьи Конституции РФ. Также большой вопрос вызывают помещения учебных аудиторий, которые располагаются в непригодных для этого местах. Например, филиал СГА в Вязьме занимает помещение «на автобазе между разрушенным слесарным цехом и фирмой по ремонту карбюраторов». При этом за один семестр в 2008 году указанный филиал получал почти 2 млн 520 тыс. рублей, что при расчёте на 146 филиалов за один год обучения составляет выручку в размере более 483, млн. После проверки комиссии Рособрнадзора, не обнаружившей ни одного штатного преподавателя и удовлетворительных ответов от студентов при переэкзаменовке, Вяземский филиал был закрыт с формулировкой «за недопустимо низкий уровень обучения». Однако при следующем посещении в 2012 году Вязьмы съёмочной группой Б. И. Соболева оказалось, что в том же помещении Автодормехбазы «между фирмой по ремонту карбюраторов и заброшенным слесарным цехом» в обычном режиме продолжил работу филиал СГА, который по словам его руководства получил лицензию, хотя нет ни одного преподавателя и видеолекции посещают единичные студенты.
В октябре 2013 года ИА «Эхо Севера», расследуя вопрос о наличии высшего образования у заместителя губернатора — руководителя администрации Губернатора Архангельской области и Правительства Архангельской области А. К. Андронова, который предположительно является выпускником СГИ-СГА по направлению «Экономика», выступило с критикой СГА, определив её как «довольно странный „сплав“ советских техникума и ПТУ с вузом».

## Исследование образования
Согласно мониторингу РИА Новости и НИУ ВШЭ, проводившемуся в рамках совместного проекта «Общественный контроль за процедурами приёма в вузы как условие обеспечения равного доступа к образованию», подготовленному по заказу Общественной палаты РФ, в 2011 году СГА заняла 20 место по качеству приёма студентов в негосударственные вузы.

## Документальные материалы
- Соболев Б. И. На дне знаний-1 // Специальный корреспондент. — М.: Россия-1, 2008. Архивировано 29 января 2014 года.
- Соболев Б. И. На дне знаний-2 // Специальный корреспондент. — М.: Россия-1, 2012. Архивировано 29 января 2014 года.